# Pierre Mazard
Pour les articles homonymes, voir Mazard.
Sous la monarchie de Juillet, Pierre Mazard est un ancien maire de Limoges entre 1839 et 1848.